# Kniefell
Das Kniefell war Teil der militärischen Bekleidung der preußischen Armee.
Es bestand aus einem weißen Leder, das von den Tambours auf dem linken Oberschenkel getragen wurde, um die Tuchbekleidung gegen das Scheuern und Reiben durch die Trommel zu schützen. Mit Ausnahme der Großherzoglich Hessischen Division wurde es bei allen preußischen Streitkräften verwendet.